# Coolio
Artis Leon Ivey Jr. (født 1. august 1963 i Compton, Californien, død 28. september 2022 i Los Angeles) bedre kendt som Coolio, var en amerikansk rapper, hiphopkunstner, skuespiller, kok og musikproducer. Han fik sit gennembrud i midten af 1990'erne med albummene It Takes a Thief (1994), Gangsta's Paradise (1995) og My Soul (1997). Han var bedst kendt for sin Grammy Awardvindende sang "Gangsta's Paradise" (1995), samt de øvrige singler "Fantastic Voyage" (1994), "1, 2, 3, 4 (Sumpin' New)" (1996) og "C U When U Get There" (1997). Singlen "Gangsta's Paradise" blev tidernes mest solgte single i blandt andet Norge med 80.000 eksemplarer. Det svarer til ottedobbelt platinplade efter aktuelle kriterier.
Han var også kendt for at rappe temasangen til Nickelodeon tv-serien Kenan & Kel fra midten af 1990'erne. Siden udgav Coolio flere soloalbums, han blev kok, og han skabte en internetserie kaldet Cookin' with Coolio og udgav en kogebog. Ivey blev oprindeligt berømt som et medlem af Gangsta rap-gruppen WC and the Maad Circle sammen med WC og hans bror Crazy Toones.

## Musikalsk karriere
Han indspillede sin første single i 1987 med titlen "Whatcha Gonna Do?". Han indspillede også "What Makes You Dance (Force Groove)" med Nu-Skool i 1988. Coolio skabte forbindelser på L.A.-rapscenen, og i 1991 sluttede han med at blive medlem af gruppen WC and the Maad Circle, ledet af rapperen WC. Han var medvirkende på gruppens debutalbum Ain't a Damn Thang Changed og tillige på singlen "Dress Code". Albummet var en regional succes.

### Tommy Boy Records ogIt Takes a Thief
I 1994 underskrev Coolio kontrakt med Tommy Boy Records og udgav sit debut-soloalbum It Takes a Thief. Leadsinglen "Fantastic Voyage" blev spillet ofte på MTV og toppede som nr. 3 på Billboard Hot 100. "Fantastic Voyage" blev en af årets største rap-singler, og albummet indeholdt et par andre mindre hits, "County Line" og "I remember". It Takes a Thief, der toppede nr. 8 på Billboard 200, og blev belønnet med platin. Albummet fik ros for at have bragt et humoristisk og "lettere" perspektiv på ofte voldelige og profane temaer for typisk gangsta rap.

### Gangsta's Paradise
I 1995 lavede Coolio en sang med R&B-sangeren LV til filmen Dangerous Minds, med titlen "Gangsta's Paradise". Det skulle blive en af de mest succesrige rapsange gennem tiderne og nå nr. 1 på Billboard Hot 100 i 3 uger. Det var nr. 1-singlen fra 1995 i USA for alle genrer, og var et globalt hit, der nåede placering som nr. 1 i USA, Storbritannien, Irland, Frankrig, Tyskland, Italien, Sverige, Østrig, Holland, Norge, Schweiz, Australien og New Zealand. "Gangsta's Paradise" var den næstbedst sælgende single i 1995 i England og den bedst sælgende single på den amerikansk Billboard. "Gangsta' Paradise" solgte siden til sammen over 5 millioner eksemplarer i USA, Storbritannien og Tyskland.
Sangen skabte også en kontrovers, da Coolio hævdede, at komedimusikeren "Weird Al" Yankovic ikke havde søgt om tilladelse til at lave sin parodi på "Gangsta's Paradise", med titlen "Amish Paradise". Ved Grammy Awards 1996 vandt sangen Coolio en Grammy for Bedste solo rap-præstation..
Oprindeligt var "Gangsta's Paradise" ikke beregnet til at blive inkluderet i et af Coolios studiealbum, men dens succes førte til, at Coolio ikke kun satte den på sit næste album, men også gjorde den til titelsporet. Titelsporet samplede på koret og musikken til sangen "Pastime Paradise" af Stevie Wonder, som blev optaget næsten tyve år tidligere på Stevie Wonders album Songs in the Key of Life. Albummet Gangsta's Paradise blev udgivet i 1995 og blev belønnet med 2 gange platin af RIAA. Albummet indeholdt to andre store hits i "1, 2, 3, 4 (Sumpin 'New)" og "Too Hot" med J.T. Taylor og Kool & the Gang som kor. På trods af, at han ikke længere var et officielt medlem af gruppen, optrådte Coolio på det andet WC and the Maad Circle-album Curb Servin' , på sangen "In a Twist". I 1996 fik Coolio endnu et top 40-hit med sangen "It's All the Way Live (Now)" fra soundtracket til filmen Eddie. Han medvirkede også på sangen "Hit 'em High" fra soundtracket til den succesrige film Space Jam fra 1997 med B-Real, Method Man, LL Cool J og Busta Rhymes. Nummeret toppede bl.a. Norges VG-lista som nummer 1 og kom i top 10 på UK Singles Chart, Irland og Holland.
I 2014 lavede bandet Falling in Reverse et cover af "Gangsta's Paradise" til "Punk Goes 90's", med Coolio, der havde en kort optræden i musikvideoen.
I 2019 fik sangen "Gangsta's Paradise" ny popularitet på internettet, da den blev brugt på filmtraileren Sonic the Hedgehog

### Red Hot Organization og afsked med Tommy Boy Records
I 1996 optrådte Coolio på Red Hot Organisations kompilations-CD America is Dying Slowly sammen med Biz Markie, Wu-Tang Clan og Fat Joe blandt mange andre prominente hip-hop-artister. CD'en, der skulle øge bevidstheden om AIDS-epidemien blandt afroamerikanske mænd, blev udråbt som "et mesterværk" af magasinet The Source. Samme år indspillede han temasangen og optrådte i åbningssekvensen af Nickelodeon TV-serien Kenan & Kel, der løb i fire sæsoner.
Efter succes med Gangsta's Paradise forventedes Coolios næste album at blive endnu et hit. Hans tredje soloalbum med titlen My Soul udkom i 1997. Selvom det indeholdt det store hit "C U When U Get There" der kom i top 10 i flere lande, og albummet blev tildelt platin, lykkedes det ikke at nå samme succes som de to foregående albums. Coolios kontrakt med Tommy Boy Records udløb, og han fik i stedet kontrakt med Los Angeles-selskabet Allied Artists Records. Hans efterfølgende albums, Coolio.com i 2001, El Cool Magnifico i 2003, The Return of the Gangsta i 2006 og Steal Hear i 2008, nåede ikke nogen Billboard-placering. Han havde et mindre hit i England i 2006 med "Gangsta Walk" (med Snoop Dogg), der toppede som nr. 67 på den britiske popliste. Begge hans sidste albummer blev produceret af Joshua Fenu og Vanni Giorgilli fra Subside Records.
Mens han turnerede med hip hop-duoen Insane Clown Posse, fik Coolio en tatovering som en hyldest til gruppens fanbase, hvor der stod "Jugalo Cool" (i stedet for Juggalo). Han sagde, at stavefejlen var forsætlig. Coolio har optrådt ved The Gathering of the Juggalos.
Coolio blev featured på et internationalt samarbejdsnummer kaldet 'Fuck the DJ' af den britiske rapper Blacklisted MC med også Bizarre fra D-12, Adil Omar (fra Pakistan) og Uzimon (fra Bermuda), sangen blev premiere på musikwebstedet Noisey af Vice i oktober 2014.

### TV-medvirken
I 2004 dukkede Coolio op som en deltager på Comeback - Die große Chance, et tysk talentprogram, hvor kunstnerne søgte at opnå et comeback. Coolio endte på tredjepladsen efter Chris Norman og Benjamin Boyce.
I 2009 optrådte Coolio som husbeboer på Celebrity Big Brother. Han kom også med i Ultimate Big Brother i 2010, hvor han efter få dage besluttede, at det var bedst at forlade huset efter adskillige konfrontationer med Nadia Almada og andre i huset. I januar 2012 var han en af otte berømtheder, der deltog i reality-serien Rachael vs. Guy: Celebrity Cook-Off på Food Network, hvor han repræsenterede Music Saves Lives-organisationen. Han kom på andenpladsen med en Zagat-score på 23 ud af 30 og tabte til Lou Diamond Phillips. Som runner-up blev han tildelt 10.000 $ til sin velgørenhedsorganisation.
Coolio blev præsenteret den 5. marts 2013 i et afsnit af ABC-realityprogrammet Wife Swap, men hans daværende kæreste forlod ham efter, at programmet var blevet optaget. Den 30. juni 2013 optrådte han sammen med komiker Jenny Eclair og Emmerdale-skuespilleren Matthew Wolfenden på det britiske game show Tipping Point: Lucky Stars, hvor han kom på andenpladsen. Ligeledes den 30. juni lagde Coolio stemme til en voksfigur af sig selv på Gravity Falls, Han optrådte også i episoden "Homie-Work" af The Nanny med Fran Drescher i 1998. hvor han spillede rollen som en nørdet mand ved navn Irwin, en "gaveindpakning", der bliver omdannet af den jødiske barnepige til en "rapper" til Maxwell Sheffields nye rap-musical.
I juli 2016 optrådte Coolio på ABC's Greatest Hits.
Coolio optrådte i tredje sæson af Adult Swim Black Jesus i en episode med titlen "Gangsters Paradise".
Han havde et madlavningsshow online kaldet Cookin' with Coolio, som et spin-off af serien Coolio's Rules fra 2008. Det blev sendt på My Damn Channel og blev produceret af Dead Crow Pictures. Showet promoverede samtidig den kogebog, som Coolio havde skrevet der bærer samme navn som showet.

## Filantropi
Coolio og jazz-saxofonist Jarez blev hvervet i juli 2008 som talspersoner af aktivistgruppen Environmental Justice and Climate Change (Miljøretfærdighed og Klimaforandringer) til at informere studerende ved traditionelt sorte colleges og universiteter om global opvarmning. Coolio var en talsmand for Asthma and Allergy Foundation of America. Han sagde, at han og hans børn var astmatikere. Som barn blev han flere gange bragt til hospitalet på grund af astmakomplikationer.

## Privatliv
Artis Leon Ivey Jr. blev født i Compton, Californien. Efter at have gået på Compton Community College havde han forskellige jobs som frivillig brandmand og sikkerhedsvagt i Los Angeles International Airport før han begyndte som rapper.
I 1998 dømte retten i Stuttgart Coolio til 6 måneders forbud og gav ham en bøde på $17.000 efter han var blevet sat i forbindelse med røveri og legemsbeskadigelse.
Den 17. september 2016 blev Coolio og medlemmer af hans mandskab arresteret for at have et ladet skydevåben i en taske i Los Angeles International Airport. Tasken blev fundet af Transportation Security Administration, da gruppen forsøgte at komme igennem et sikkerhedstjek. En af hans bodyguards påstod at han ejede tasken, men vidner berettede at den tilhørte Coolio selv. Ved en domstol i Los Angeles blev Coolio 26. oktober 2016 idømt tilsyn for en 3-årig periode og blev beordret til at aftjene 45 dages samfundstjeneste for forbrydelsen.
Den 17. september 2017 fik Coolio forbud mod at rejse ind i Singapore da han landede i Changi International Airport. Singapores immigration og lokale myndigheder nægtede at kommentere årsagen og henviste til fortrolighedshensyn. Coolio var rejst fra Beijing i Kina til Singapore for at optræde ved en Formel 1-koncert.

## Diskografi
- 1994: It Takes a Thief
- 1995: Gangsta's Paradise
- 1997: My Soul
- 2001: Colio.com
- 2001: Fantastic Voyage: The Greatest Hits (opsamlingsalbum)
- 2002: El Cool Magnifico
- 2006: The Return Of The Gangsta
- 2008: Steal Hear
- 2009: From the Bottom 2 the Top
- 2015: Hotel C
- 2019: Nobody's Foolio

## Filmografi
Coolio har medvirket i en lang række tv-shows og film; for det meste i mindre roller og gæsteoptrædener.
- Space: Above and Beyond (1996) Sæson 1, episode 19: 'R&R'
- Sabrina The Teenage Witch (1996)
- Kenan and Kel (1996–2000) (appeared and sang the theme song in the opening credits)
- Batman & Robin (1997)
- Duckman (1997) sæson 4, Episode 2: 'Coolio Runnings'
- An Alan Smithee Film: Burn Hollywood Burn (1997)
- Muppets Tonight (1997)
- The Nanny – tv-episode: "Homie Work" (1998)
- On the Line (1998)
- Belly (1998)
- Malcolm & Eddie Sæson 3 "Daddio" (1999)
- Judgment Day (1999)
- Early Edition Sæson 3 "Number one with a bullet" (1999)
- Bad Trip (1999)
- Leprechaun in the Hood (2000)
- Submerged (2000)
- Shriek If You Know What I Did Last Friday the Thirteenth (2000)
- The Convent (2000)
- China Strike Force (2000)
- Dope Case Pending (2000)
- Get Over It (2001)
- In Pursuit (2001)
- Fear Factor (2001)
- Static Shock (2002)
- Stealing Candy (2002)
- Heksene fra Warren Manor sæson 4 "Lazarus Demon" (2002)
- Move (2002)
- Daredevil (2003) (slettet scene, der med i director's cut fra 2004)
- Tapped Out (2003)
- Pterodactyl (2003)
- Red Water (2003)
- A Wonderful Night in Split (2004)
- Dracula 3000 (2004)
- Ravedactyl: Project Evolution (2005); kortfilm
- Gang Warz (2006)
- Grad Night (2006)
- Three Days to Vegas (2007)
- Futurama: Bender's Big Score, som Kwanzaa-bot
- I Am Somebody: No Chance in Hell (2008) (original title: Chinaman's Chance)
- Coolio's Rules (2008)
- Rachael vs. Guy: Celebrity Cook-Off (2012)[40]
- Two Hundred Thousand Dirty (2012)
- Gravity Falls As a wax-figure cameo
- Celebrity Wife Swap - nabo
- ICP Theater Special guest (2013)
- BTS: American Hustle Life Mentor for KPOP-gruppen BTS på Mnet tv-serie (2014)
- Black Jesus Cameo as Himself (2014)
- Squidbillies Cameo as Himself (2017)
- American Hustle LifeCameo as Himself with BTS (2014)

## Nomineringer og hædersbevisninger
Coolios sang "Gangsta's Paradise" fra 1995 modtog adskillige priser inklusive Grammy for Bedste solo rap-præstation ved Grammy Awards og både Best Rap Video og Best Video from a Film ved MTV Video Music Awards. Coolio selv har ligeledes modtaget flere priser, inklusive Favorite Rap/Hip Hop Artist at the American Music Awards i 1996. Ved Grammy Awards i 1997 blev Coolio nomineret i tre forskellige kategorier; Best Rap Album for Gangsta's Paradise, Best Rap Solo Performance for "1, 2, 3, 4 (Sumpin' New)" og Best R&B Vocal Performance by a Duo or Group for "Stomp". I alt har Collio modtaget fem priser og 14 nomineringer.

### American Music Awards
American Music Awards er en årlige ceremoni skabet af Dick Clark i 1973. Coolio har vundet én pris ud af to nomineringer.
| År   | Modtager/nomineret arbejde | Pris                        | Resultat  |
| ---- | -------------------------- | --------------------------- | --------- |
| 1996 | Coolio                     | Favorite Rap/Hip Hop Artist | Vundet    |
| 1997 | Coolio                     | Favorite Rap/Hip-Hop Artist | Nomineret |

### Grammy Awards
Grammy Awards blev etableret i 1959 og bliver uddelt årligt af National Academy of Recording Arts and Sciences i USA. Coolio har vundet én pris og er blevet nomineret i alt seks gange.
| År   | Modtager/nomineret arbejde | Pris                                                                         | Resultat  |
| ---- | -------------------------- | ---------------------------------------------------------------------------- | --------- |
| 1995 | "Fantastic Voyage"         | Grammy for Bedste solo rap-præstation                                        | Nomineret |
| 1996 | "Gangsta's Paradise"       | Record of the Year                                                           | Nomineret |
| 1996 | "Gangsta's Paradise"       | Best Rap Solo Performance                                                    | Vundet    |
| 1997 | Gangsta's Paradise         | Best Rap Album                                                               | Nomineret |
| 1997 | "1, 2, 3, 4 (Sumpin' New)" | Best Rap Solo Performance                                                    | Nomineret |
| 1997 | "Stomp"                    | Grammy for Bedste metal-præstation R&B vokale-præstation af duo eller gruppe | Nomineret |

- "Stomp" blev Coolio nomineret sammen med Luke Cresswell, Fiona Wilkes, Carl Smith, Fraser Morrison, Everett Bradley, Mr. X, Melle Mel, Yo-Yo, Chaka Khan, Charlie Wilson, Shaquille O'Neal, Luniz

### MTV Video Music Awards
MTV Video Music Awards er en prisoverrækkelse, der blev etableret i 1984 af MTV, og den uddeles årligt. Coolio har modtaget tre priser og er blevet nomineret sammenlagt skes gange.
| År   | Modtager/nomineret arbejde | Pris                   | Resultat  |
| ---- | -------------------------- | ---------------------- | --------- |
| 1994 | "Fantastic Voyage"         | Best Rap Video         | Nomineret |
| 1996 | "Gangsta's Paradise"       | Best Rap Video         | Vundet    |
| 1996 | "Gangsta's Paradise"       | Best Video from a Film | Vundet    |
| 1996 | "Gangsta's Paradise"       | Viewer's Choice        | Nomineret |
| 1996 | "1, 2, 3, 4 (Sumpin' New)" | Best Dance Video       | Vundet    |
| 1996 | "1, 2, 3, 4 (Sumpin' New)" | Best Male Video        | Nomineret |